# Hy-Vee
Hy-Vee, Inc. (engelskt uttal: [ˌhaɪˈviː]) är en personalägd amerikansk detaljhandelskedja i Iowa, Illinois, Kansas, Minnesota, Missouri, Nebraska, South Dakota och Wisconsin. Hy-Vee grundades 1930 av Charles Hyde och David Vredenburg i Beaconsfield, Iowa.